# Stazione di Albano Sant'Alessandro
La stazione di Albano Sant'Alessandro è una fermata ferroviaria posta lungo la linea Lecco-Brescia a servizio dell'omonimo comune.

## Storia
La fermata fu attivata il 1º dicembre 1888.
Nell'ambito del progetto di raddoppio della tratta Ponte San Pietro - Bergamo - Montello è previsto nei prossimi anni un piano di riqualificazione dello scalo che verrà dotato di un nuovo binario di corsa e di banchine accessibili ai disabili, la progettazione esecutiva dei lavori è stata aggiudicata da RFI a luglio 2023.

## Strutture ed impianti
Il fabbricato viaggiatori si compone attualmente di un piccolo edificio a due piani; vi è un unico binario di corsa servito da un marciapiede.

## Movimento
La stazione è servita dai treni regionali Trenord in servizio sulla tratta Bergamo-Brescia, cadenzati a frequenza oraria.

## Interscambi
Fra il 1901 e il 1921 nei pressi della stazione era presente una fermata della tranvia Bergamo-Trescore-Sarnico.